# Catunda
Catunda is een gemeente in de Braziliaanse deelstaat Ceará. De gemeente telt 11.200 inwoners (schatting 2009).
De gemeente grenst aan Santa Quitéria, Tamboril, Monsenhor Tabosa, Hidrolândia en Nova Russas.